# Diccionario Enciclopédico Hispano-Americano de Literatura, Ciencias y Artes
Il Diccionario Enciclopédico Hispano-Americano de Literatura, Ciencias y Artes (in italiano: "Dizionario enciclopedico ispano-americano di letteratura, scienze e arti") è un'enciclopedia in lingua spagnola pubblicata tra il 1887 e il 1889 da Montaner y Simón a Barcellona. È una delle principali opere enciclopediche in spagnolo del XIX secolo.
L'opera è composta da 25 tomi, in 26 volumi (il quinto tomo è diviso in due volumi); ad essi vanno aggiunti 3 tomi come appendice e un quarto come supplemento, pubblicati fra il 1907 e il 1910, per un totale di 29 tomi.
Quest'opera fu sostituita in estensione e copertura tematica dalla Enciclopedia universal ilustrada europeo-americana edita da Espasa, il cui primo tomo è del 1908 anche se la sua pubblicazione a fascicoli cominciò nel 1905.

## Storia
Fondata nel 1868 da Ramon de Montaner i Vila (1832-1921) e Francesc Simon i Font (1843-1923), sul finire dell'Ottocento e gli inizi del XX secolo la Montaner y Simón rappresentava una delle case editrici più importanti della Spagna per le sue numerose pubblicazioni che includevano sia riviste - come La Ilustración Artística (1882–1916) o El Salón de la Moda (1884–1913) - sia opere di grandi dimensioni, a volte di lusso e illustrate con l'allora nuova tecnica della cromolitografia, come la Biblioteca universal ilustrada, la Historia general del arte o la Geografía universal. Inizialmente l'editrice barcellonese aveva sede all'angolo fra la Plaza e la Rambla de Cataluña, ma nel 1879 si trasferì nella calle de Aragón, in un edificio progettato dall'architetto catalano Lluís Domènech i Montaner (1850-1923), e qui una decina d'anni dopo furono stampati i materiali con cui si formeranno i corposi volumi del Diccionario Enciclopédico Hispano-Americano (DEHA).
Infatti, come molte altre opere pubblicate all'epoca, anche il DEHA era un periodico. Normalmente l'abbonato riceveva ogni settimana un fascicolo composto da una quarantina di pagine. I primi fascicoli (su un totale di circa seicento) cominciarono ad essere distribuiti nel mese di febbraio del 1887.
Numerosi furono i collaboratori che parteciparono a questa "impresa" del XIX secolo. All'inizio del primo volume compariva un «elenco degli autori responsabili della stesura di questo dizionario» per un totale di quarantadue nomi, almeno in quel primo fascicolo.